# 呉瀚濤
呉 瀚濤（ご かんとう、繁体字: 吳瀚濤; 簡体字: 吴瀚涛; 拼音: Wú Hàntāo; ウェード式: Wu Han-t'ao、1894年5月17日（清光緒20年4月13日） - 1988年12月22日）は、中華民国（台湾）の政治家。字は滌愆。別号は達閣。祖籍は直隷省永平府楽亭県だが、吉林将軍管轄区吉林副都統管轄区長春庁（現在の長春市九台区）に生まれる。

## 事績
初めは天津南開中学で学び、後に日本へ留学して東京帝国大学大学院で国際公法を研究した。なお呉瀚濤は周恩来と交友があり、周は日本留学中に京都の呉夫妻の下で生活していたこともある。呉は続いてアメリカに留学し、カリフォルニア、シカゴ、カンザス、イリノイの各大学で研究を続け、博士号を取得している。
1930年（民国19年）に呉瀚濤は帰国し、江北大学、北京大学で教授となり、また『外交学報』総編輯も務めた。その後、華北綏靖公署参事、東北外交委員会常務委員を歴任し、国際連盟調査団（リットン調査団）中国代表処専門委員も兼任している。1933年（民国22年）2月、監察院監察委員に任命され、その後も国立中央大学・国立中央政治学校教授や廬山・峨嵋軍官訓練団政治教官を歴任している。
日中戦争（抗日戦争）勃発後、呉瀚濤は1938年（民国27年）から1940年（民国29年）まで監察院秘書長に任ぜられ、さらに第1戦区巡察団主任委員も務めている。1945年（民国34年）9月、合江省政府主席兼中将保安司令に任ぜられた。1947年（民国36年）11月、国民政府主席東北行轅政務委員会委員を兼任し、後に東北剿匪総司令部秘書長となる。遼瀋戦役で瀋陽が陥落すると呉は逃亡、まもなく台湾に移った。
台湾では東呉大学法学院教授や第一商業銀行研究室研究員を務めた。1952年（民国41年）に行政院設計委員、1954年（民国43年）に光復大陸設計研究委員会委員として、それぞれ招聘された。1960年（民国49年）、総統府参事に任命されている。政治以外では、万国道徳総会常務理事、『道徳季刊』総編輯、中華文化復興推行委員会副主任委員なども務めた。1988年（民国77年）12月22日、台北市にて病没。享年95（満94歳）。

## 注
1. ↑  易萱「周恩来：身居斗室心懐天下」2011年6月7日、新浪網（原典は『環球』雑誌）。
2. 1 2 3  徐主編（2007）、649頁。
3. ↑  劉国銘主編（2005）、1071-1072頁。
4. 1 2  劉国銘主編（2005）、1072頁。